# Isländische Fußballmeisterschaft 1931
Die isländische Fußballmeisterschaft 1931 war die 20. Spielzeit der höchsten isländischen Fußballliga.
Es nahmen vier Teams am Bewerb teil, in dem jede Mannschaft jeweils einmal auf jede andere traf. KR Reykjavík konnte zum siebenten Mal die Meisterschaft gewinnen.

## Abschlusstabelle
| Pl. | Verein              | Sp. | S | U | N | Tore    | Quote | Punkte |
| --- | ------------------- | --- | - | - | - | ------- | ----- | ------ |
| 1.  | KR Reykjavík        | 3   | 3 | 0 | 0 | 013:100 | 13,00 | 06:0   |
| 2.  | Valur Reykjavík (M) | 3   | 2 | 0 | 1 | 006:300 | 2,00  | 04:20  |
| 3.  | Víkingur Reykjavík  | 3   | 1 | 0 | 2 | 004:110 | 0,36  | 02:40  |
| 4.  | Fram Reykjavík      | 3   | 0 | 0 | 3 | 003:110 | 0,27  | 0:60   |

| (M) | amtierender isländischer Meister |

### Kreuztabelle
Die Kreuztabelle stellt die Ergebnisse aller Spiele dieser Saison dar. Die Heimmannschaft ist in der ersten Spalte aufgelistet, die Gastmannschaft in der obersten Reihe. Die Ergebnisse sind immer aus Sicht der Heimmannschaft angegeben.
| 1931               | Fram Reykjavík | KR Reykjavík |     | Víkingur Reykjavík |
| Fram Reykjavík     |                | 1:5          | 1:2 | 1:4                |
| KR Reykjavík       | –              |              | 2:0 | 6:0                |
| Valur Reykjavík    | –              | –            |     | 4:0                |
| Víkingur Reykjavík | –              | –            | –   |                    |